# Коробов Ілля Іванович
Ко́робов Ілля́ Іва́нович (13 (26) серпня 1910, Макіївка — 12 грудня 1980, Дніпропетровськ) — радянський металург-винахідник, доктор технічних наук (1962), професор (1966), Герой Соціалістичної Праці (19.07.1958).

## Біографія
Народився Ілля Іванович у Макіївці на Донеччині у родині відомого металурга, обер-майстра металургійного заводу Коробова Івана Григоровича. У 1925—1929 роках працював на Макіївському металургійному заводі. У 1927—1932 роках навчався у Московській робітничій промакадемії (пізніше — Московський інститут сталі та сплавів), отримав при закінченні диплом інженера-металурга. У 1932—1938 роках був змінним інженером, начальником доменної печі і начальником доменних цехів на металургійних заводах «Свободний сокол» (Липецьк), Макіївському, Криворізькому та імені Ф. Е. Дзержинського у Дніпропетровську.
У 1938—1963 роках. — директор Дніпропетровського металургійного заводу імені Г. І. Петровського. Член ВКП(б) з 1940 року.
Під час німецько-радянської війни заводи Подніпров'я та Донбасу були евакуйовані на Урал та Сибір, де він особисто очолив та провів усі необхідні роботи та забезпечив діяльність цехів у 32 містах, а сам у 1941—1943 роках працював начальником доменного цеху Челябінського металургійного заводу. У повоєнний час забезпечив відновлення та розвиток Дніпропетровського металургійного заводу. 1957 року вперше у світовій практиці здійснив технологію виробництва чавуну за допомогою природного газу, за що отримав Ленінську премію. Потім у діючому бесемерівському цеху вперше у СРСР розробив та впровадив у практику технологію отримання сталі шляхом продувки киснем зверху.

## Наукова діяльність
Під його керівництвом 1940 року вперше у світі почались дослідження роботи доменних печей з підвищеним тиском природного газу під колошником. 1962 року захистив докторську дисертацію з питань основ форсованого ведення доменної плавки. Після отримання звання доктора технічних наук брав участь у підготовці кадрів металургів. З 1965 року — професор Дніпропетровського металургійного інституту. Автор понад 120 наукових робіт, статей та монографій, власник 50 авторських свідоцтв на винаходи. 

## Нагороди
- 1960 року став лауреатом Ленінської премії за розробку і впровадження нової технології. Нагороджений трьома орденами Леніна, трьома орденами Трудового Червоного Прапора, а також численними медалями.
- На території Дніпропетровського металургійного заводу, у музеї підприємства, Іллі Івановичу встановлено бюст. Автор та скульптор — В. І. Музика.
- У вшанування заслуг Ко́робова Іллі Іва́новича названа одна з вулиць на ж/м Червоний Камінь у місті Дніпрі.